# Burcht Balduinseck
De Burcht Balduinseck (Burg Balduinseck) is een hoogteburcht aan de straatweg L203 van Buch naar Mastershausen op de Hunsrück in Rijnland-Palts.

## Geschiedenis
De burcht werd in 1325 door aartsbisschop Boudewijn van Trier (Balduin von Trier) gebouwd om het territorium te beschermen tegen de burcht van Kastellaun van het graafschap Sponheim. Bij de bouw zou de aartsbisschop zich hebben laten inspireren door westelijk gelegen voorbeelden, met name het Franse donjon-type. Vanuit deze burcht werden door het ambt Balduinseck 16 plaatsen bestuurd. De bestuurszetel werd in de 16e eeuw verplaatst naar Zell, waardoor de burcht aan betekenis inboette. Belangrijke gebeurtenissen vonden er verder niet plaats, Balduinseck bleef steeds deel uitmaken van Keur Trier.
In 1711 stond de burcht als verwaarloosd en in 1780 als vervallen te boek. Het waren echter geen oorlogen die bijdroegen aan verwoesting respectievelijk verval.
De door instorting bedreigde burcht werd recentelijk gerenoveerd. Delen van het fundament van de burcht waren zo broos, dat hele delen van de muren dreigden te bezwijken. Steeds grotere scheuren gaven aan dat de hele ruïne instabiel werd. Sinds 2009 werd begonnen met het herstel van de ruïne, dat in 2014 werd afgesloten.

## Architectuur
De buitenmuren van de nog altijd 18 meter hoge woontoren bleven goed bewaard en vormen het karakteristieke aanzien van de ruïne. De woontoren heeft een oppervlak van 22,7 bij 14,4 meter en een muurdikte tot 2,5 meter. Net als de negen nog aanwezige schoorstenen bleven ook resten van het stucwerk en de over alle vier verdiepingen voerende wenteltrap bewaard. De ruïne is in oost-westelijke richting circa 55 meter lang en bezit een breedte tot 20 meter.
Anders dan gebruikelijk bevindt de locatie van de woontoren zich direct achter de gracht, dus aan zijde van waaruit de aanvallen te verwachten waren.
Voor de woontoren staan nog resten van de ringmuur en een ronde toren op het westen. Te herkennen is ook nog de oude toegang met de slotgracht en het bijbehorende bruggenhoofd. Ten oosten bevinden zich nog de resten van een tweede slotgracht met de fundamenten van een voorgeplaatste toren.

## Afbeeldingen

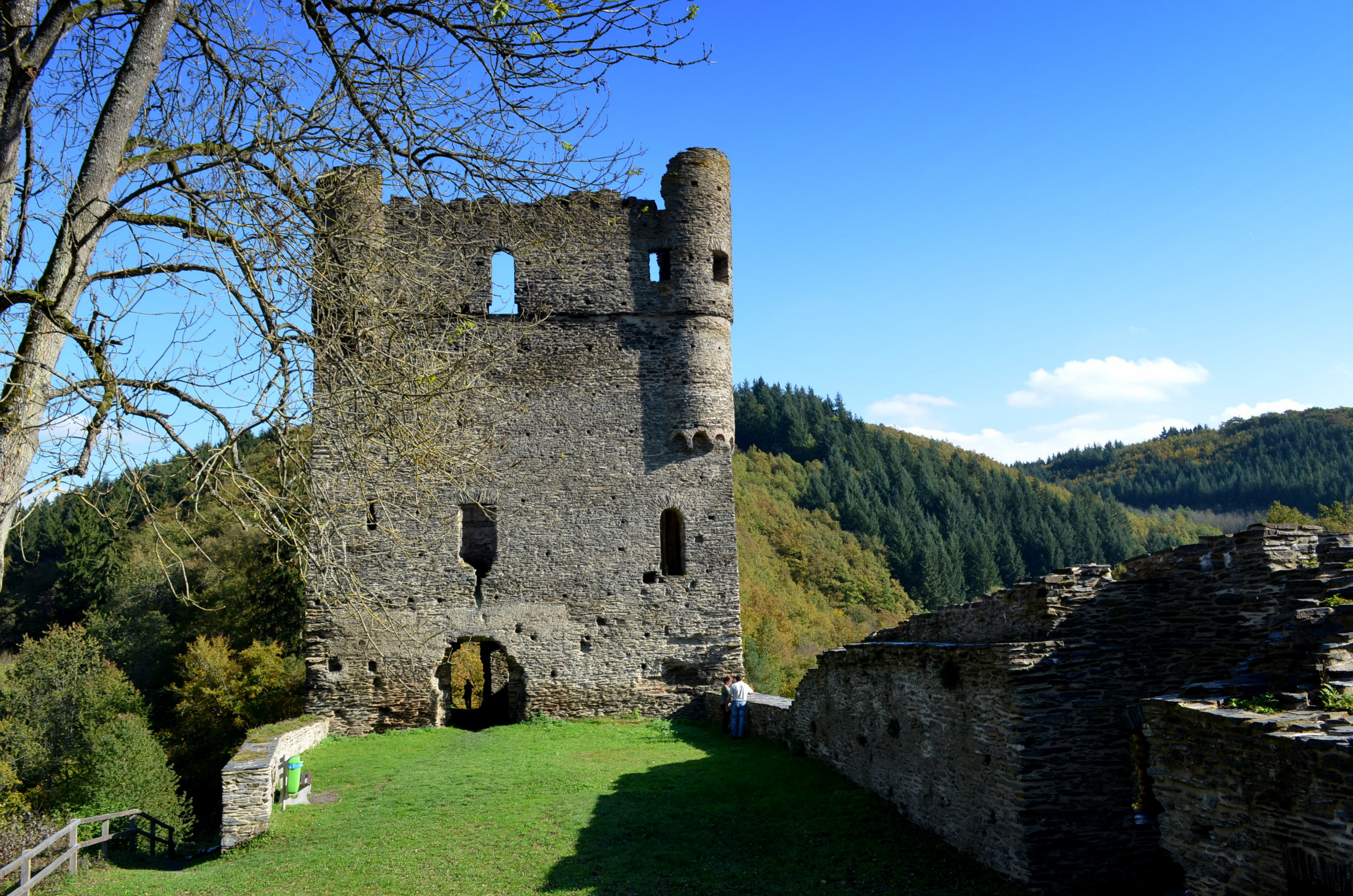
De burcht vanuit het westen
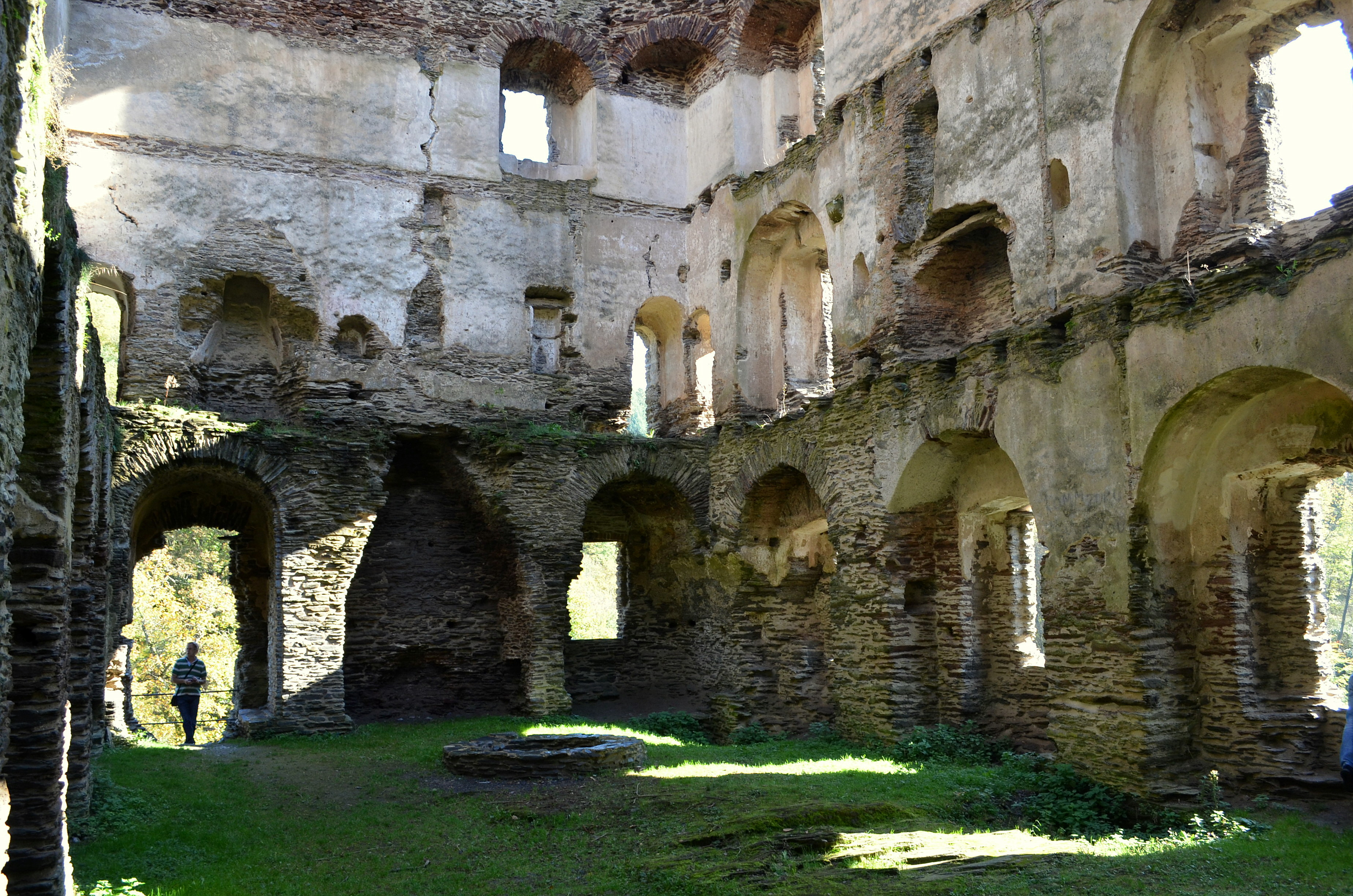
Interieur woontoren
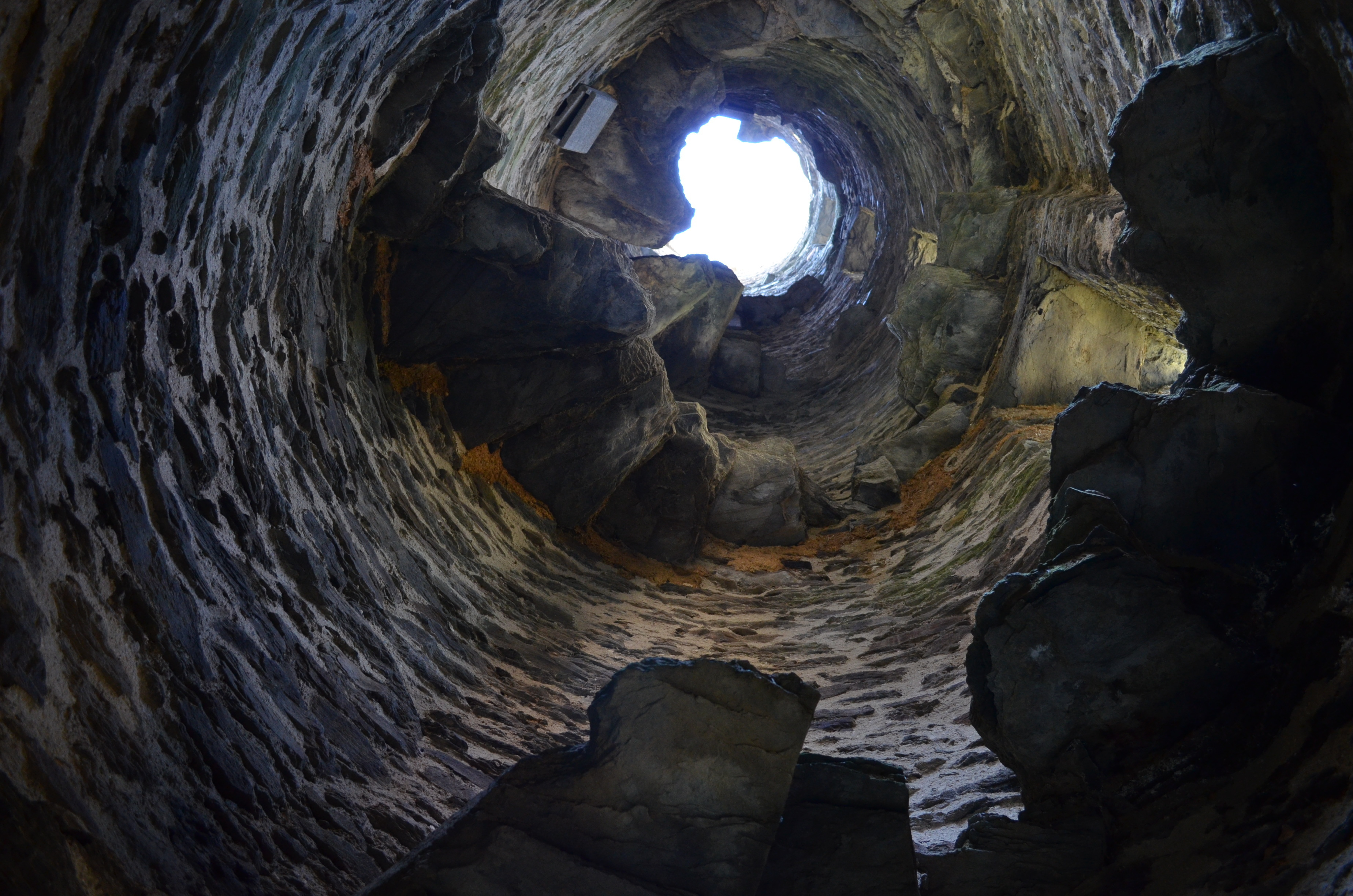
De wenteltrap